# 王宗洛
特克希卜彦（1891年—1968年），汉名王宗洛，蒙古族，卓索图盟喀喇沁左翼旗古迹营子村（今遼寧省建昌县）人。中国近代政治人物，民主人士。

## 生平
1918年2月，王宗洛毕业于保定陆军军官学校，回到喀喇沁左旗后，任旗立东仓高等小学校校长。1922年，王宗洛任东北政务委员会蒙旗处二科科长时，曾将20多名喀喇沁左旗青年送入蒙旗师范学习。1923年10月后．他历任辽宁省沈阳上将军公署少校调查员、东北第一军司令部咨议．东北第一军中校参谋、参谋长、上校科长、东北政务委员会蒙旗处第二科主作、北京政务管理委员会政务处蒙旗股股长．蒙古联盟自治政府科长、署长、部长、咨议，张家口元宝山蒙旗学校校长、兴蒙学院院长等职。
1945年秋．王宗洛向晋察冀边区起义投诚。此后．他历任内蒙古自治运动联合会军政学院教务处副处长，锡、察两盟行政委员会主任，設於乌兰浩特的内蒙古自治政府参事所副所长，内蒙古自治政府交通部副部长、参事室参事、副主任等职务。他还是第一至第三届内蒙古自治区人民代表大会代表，内蒙古自治区政协委员、常委。
文化大革命期间，王宗洛于1968年遭迫害死亡。文化大革命结束后．内蒙古自治区人民政府对其平反．并在1981年为其举行追悼会。